# Apionichthys nattereri
Apionichthys nattereri är en fiskart som först beskrevs av Steindachner, 1876.  Apionichthys nattereri ingår i släktet Apionichthys och familjen Achiridae. IUCN kategoriserar arten globalt som livskraftig. Inga underarter finns listade i Catalogue of Life.